# Uhrturm von Korça

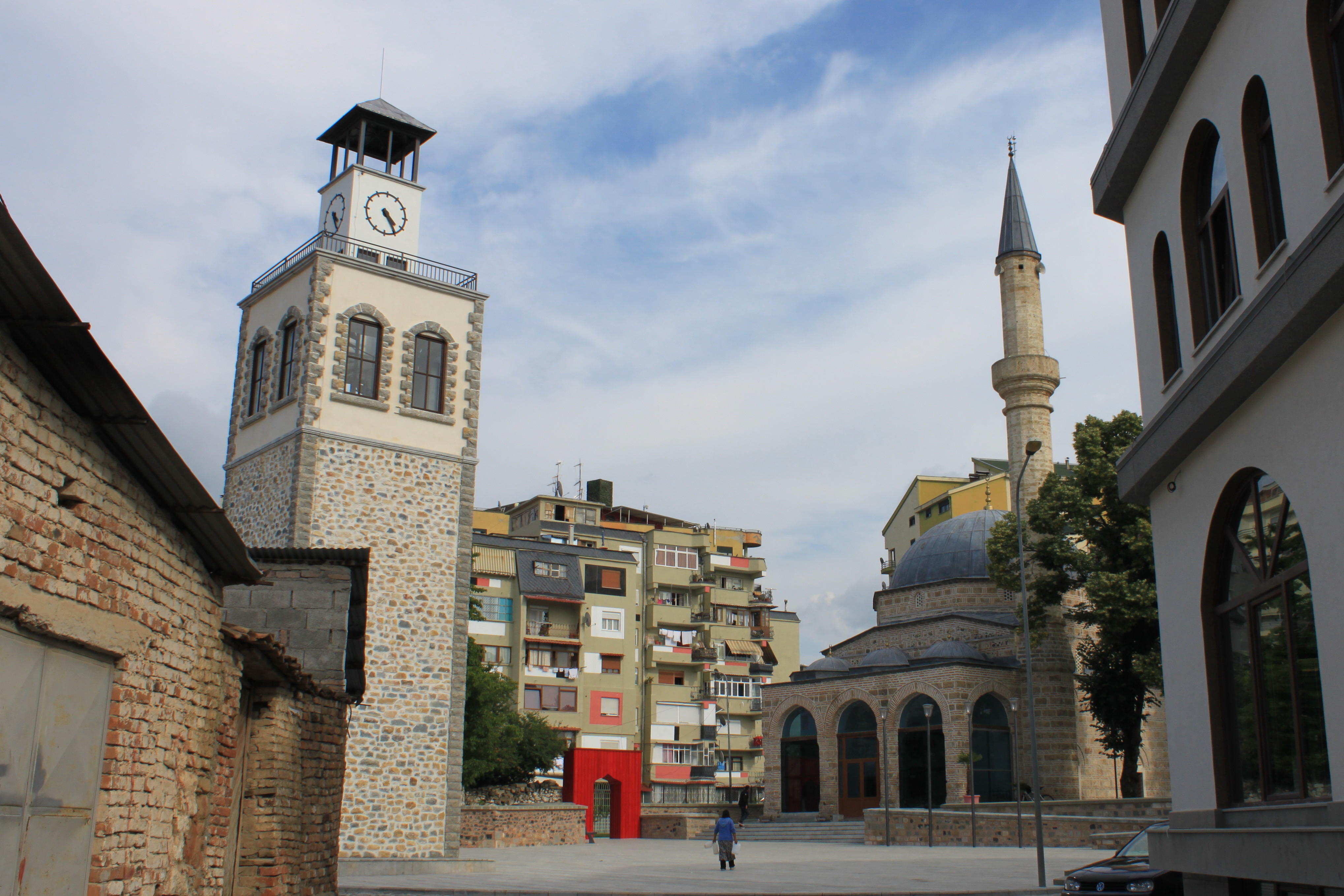
Korça, Uhrturm (Neubau 2016) und Mirahor-Moschee von 1496

 Der Uhrturm von Korça (albanisch Kulla e sahatit e Korçës) ist ein im osmanischen Stil originalgetreu rekonstruierter Turm in der Stadt Korça im Südosten Albaniens auf der Basis eines historischen osmanischen Uhrturms (Sahat Kula).
Der Vorgängerturm wurde im Jahr 1784 nach einer Vereinbarung zwischen moslemischen Gegen aus der Region Dibra und orthodoxen Bewohnern von Voskopoja (Voskopoja war eine Hochburg der Aromunen in Albanien) errichtet. Er gehörte zum Komplex der 1490 errichteten Mirahor-Moschee, eines Bauwerks, das von Iliaz Mirahor Beu, Veteran der Eroberung von Konstantinopel durch Fatih Sultan Mehmet im Jahr 1453, erbaut wurde. Die Turmglocken waren bis zum nahegelegenen Alten Basar hörbar. 1893 wurden die Glocken durch eine Uhr ersetzt. 1931 wurde der Uhrturm während eines Erdbebens beschädigt und 1933 von der Stadt restauriert, wobei die Fenster im oberen Bereich des Turms zubetoniert wurden.
Der alte Uhrturm wurde während eines Erdbebens am 21. Mai 1960 zerstört.
Das Gebäude in typisch osmanisch-türkischem Stil bestand aus Stein. Der Wiederaufbau ab 2015 erfolgte durch Verwendung moderner Materialien auf einem quadratischen, 4,5 auf 4,5 Meter breiten Grundriss. Der Turm wurde 2016 vollendet und ist 17 Meter hoch.